# 갤럭시 언팩
갤럭시 언팩(Galaxy Unpacked)은 삼성전자가 1년에 두 번 개최하는 행사로 스마트폰, 태블릿, 웨어러블 등 신제품을 선보인다. 2010년 3월 라스베이거스의 CTIA에서 처음 열렸으며 현재는 바르셀로나와 뉴욕에서 가장 많이 열리고 있다.
그 행사는 회사 경영진이 전하는 제품 출시를 위한 기조 발표를 포함한다. 참가자들은 전시장을 방문하고 시연 구역에서 제품을 직접 체험할 수 있다. 삼성 언팩 라이브 방송에서는 삼성 갤럭시 프랜차이즈의 프리롤 음악, 맞춤형 버전의 "Over the Horizon"과 반복되는 애니메이션이 방송된다.
삼성전자는 2020년 8월 코로나19 범유행으로 갤럭시 노트20 시리즈 출시를 위한 행사를 열었다. 이 프로그램은 대한민국 수원에 있는 본사에서 생중계되었으며 누적 조회수 5,600만 회를 기록했다.

## 제품 런칭
| 연도 | 출시 제품 타임라인 |
| ---- | --- |
| 2009 | 삼성 S8000 제트, i8000 옴니아 II |
| 2010 | 삼성 S8500 웨이브 (2월), 갤럭시 S (3월) |
| 2011 | 갤럭시 S II, 갤럭시 노트, 갤럭시 넥서스 |
| 2012 | 갤럭시 S III, 갤럭시 노트 II, 갤럭시 탭 2, 갤럭시 카메라 |
| 2013 | 갤럭시 S4, 갤럭시 노트3, 갤럭시 기어 |
| 2014 | 갤럭시 S5, 갤럭시 노트4, 갤럭시 노트 엣지, 갤럭시 탭 액티브, 기어 S, 기어 VR, 기어 서클, 기어 라이브, 기어 핏, 기어 2 네오 및 기어 2 |
| 2015 | 갤럭시 S6, 갤럭시 S6 엣지, 갤럭시 S6 엣지+, 갤럭시 노트5, 기어 S2 |
| 2016 | 갤럭시 S7, 갤럭시 S7 엣지, 기어 360, 갤럭시 노트7, 기어 S3 클래식, 기어 S3 프론티어, 기어 VR, 기어 핏2, 기어 S2 클래식 및 기어 아이콘X |
| 2017 | 갤럭시 S8, 갤럭시 S8+, 갤럭시 노트8, 갤럭시 탭 S3, 기어 핏2 프로 및 기어 스포츠 |
| 2018 | 갤럭시 S9, 갤럭시 S9+, 갤럭시 노트9, 갤럭시 워치, 갤럭시 홈 |
| 2019 | 갤럭시 S10e, 갤럭시 S10, 갤럭시 S10+, 갤럭시 S10 5G, 갤럭시 노트10, 갤럭시 폴드, 갤럭시 북 S, 갤럭시 워치 액티브, 갤럭시 핏, 갤럭시 워치 액티브2, 갤럭시 버즈, 갤럭시 Z 플립, 갤럭시 A70, 갤럭시 A80 |
| 2020 | 갤럭시 S20, 갤럭시 S20+, 갤럭시 S20 울트라, 갤럭시 노트20, 갤럭시 노트20 울트라, 갤럭시 Z 폴드 2, 갤럭시 S20 FE, 갤럭시 버즈+, 갤럭시 버즈 라이브, 갤럭시 탭 S7, 갤럭시 탭 S7+, 갤럭시 핏2, 갤럭시 워치3, 갤럭시 A01, 갤럭시 A11, 갤럭시 A21s, 갤럭시 A31, 갤럭시 A41, 갤럭시 A51, 갤럭시 A51 5G, 갤럭시 A51 5G UW, 갤럭시 A71, 갤럭시 A71 5G, 갤럭시 A71 5G UW |
| 2021 | 갤럭시 Z 폴드 3, 갤럭시 Z 플립 3, 갤럭시 워치 4 및 갤럭시 워치 4 클래식, 갤럭시 버즈2, 갤럭시 S21, 갤럭시 S21+, 갤럭시 S21 울트라, 갤럭시 버즈 프로, 갤럭시 스마트태그, 갤럭시 A02, 갤럭시 A12, 갤럭시 A32, 갤럭시 A32 5G, 갤럭시 A42 5G, 갤럭시 A52, 갤럭시 A52 5G, 갤럭시 A72, 갤럭시 북, 갤럭시 북 프로, 갤럭시 북 프로 360                                  |
| 2022 | 갤럭시 S22, 갤럭시 S22+, 갤럭시 S22 울트라, 갤럭시 탭 S8, 갤럭시 탭 S8+, 갤럭시 탭 S8 울트라, 갤럭시 M33, 갤럭시 M23, 갤럭시 A23, 갤럭시 A13, 갤럭시 A33 5G, 갤럭시 A53 5G, 갤럭시 A73 5G, 갤럭시 Z 폴드 4, 갤럭시 Z 플립 4, 갤럭시 워치 5, 갤럭시 워치 5 프로, 갤럭시 버즈 2 프로                                                                              |
| 2023 | 갤럭시 S23, 갤럭시 S23+, 갤럭시 S23 울트라, 갤럭시 북 3 프로, 갤럭시 북 3 프로 360, 갤럭시 북 3 울트라, 갤럭시 Z 폴드 5, 갤럭시 Z 플립 5, 갤럭시 워치 6, 갤럭시 워치 6 클래식, 갤럭시 탭 S9, 갤럭시 탭 S9+, 갤럭시 탭 S9 울트라 |
| 2024 | 갤럭시 S24, 갤럭시 S24+, 갤럭시 S24 울트라, 갤럭시 링, 갤럭시 Z 폴드 6, 갤럭시 Z 플립 6, 갤럭시 워치 7, 갤럭시 워치 울트라, 갤럭시 버즈 3, 갤럭시 버즈 3 프로 |
| 2025 | 갤럭시 S25, 갤럭시 S25+, 갤럭시 S25 울트라, 갤럭시 S25 엣지, 갤럭시 Z 플립 7, 갤럭시 Z 폴드 7, 워치 8, 워치 8 클래식 및 갤럭시 Z 플립 7 FE, 워치 울트라 2025 |